# Modelu
Modelu is een gemeente in het Roemeense district Călărași en ligt in de regio Muntenië in het zuidoosten van Roemenië. De gemeente telt 9804 inwoners (2002).

## Geografie
Modelu ligt in het zuidoosten van Călărași. De volgende dorp(en) liggen in de gemeente Modelu: Modelu, Tonea en Radu Negru.
De gemeente heeft een oppervlakte van 111,71 km².

## Demografie
In 2002 had de gemeente 9804 inwoners. Volgens berekeningen van World Gazetteer telt Modelu in 2007 ongeveer 9581 inwoners. De beroepsbevolking is 2686. Er bevinden zich 2551 huizen in de gemeente.

## Politiek
De burgemeester van Modelu is Gheorghe Dobre. Zijn viceburgemeester is Nicu Neicu, secretaris is Adriana Neicu.

## Onderwijs
Er zijn vier kinderdagverblijven en drie scholen in de gemeente.

## Toerisme
Toeristische attracties in Modelu zijn het klooster "Radu Negru", de plas van de Borceatak en de Donau.
Alexandru Odobescu · Belciugatele · Borcea · Căscioarele · Chirnogi · Chiselet · Ciocănești · Curcani · Cuza Vodă · Dichiseni · Dor Mărunt · Dorobanțu · Dragalina · Dragoș Vodă · Frăsinet · Frumușani · Fundeni · Grădiştea · Gurbănești · Ileana · Independenţa · Jegălia · Lehliu · Luica · Lupșanu · Mânăstirea · Mitreni · Modelu · Nana · Nicolae Bălcescu · Perișoru · Plătărești · Radovanu · Roseți · Sărulești · Sohatu · Șoldanu · Spanțov · Ștefan cel Mare · Ștefan Vodă · Tămădău Mare · Ulmeni · Ulmu · Unirea · Vâlcelele · Valea Argovei · Vasilați · Vlad Țepeș